# Tirslundsteen
De Tirslundsteen (Deens: Tirslundstenen) is een zwerfsteen van roodachtig graniet,  dat zich bevindt op het Deense schiereiland Jutland. Het is de grootste granieten zwerfsteen van Jutland, en de op een na grootste van Denemarken. De steen heeft een omtrek van ongeveer 16 meter, met een hoogte van circa 3,5 meter. Hij weegt ongeveer 338 ton. De Tirslundsteen verkreeg op 6 juli 1832 een beschermde status.

## Betekenis
Het is niet bekend of de Tirslundsteen vóór de kerstening, rond het jaar 1000 n. Chr., een religieuze betekenis had. Wel verwijst de naam van de steen naar de Noordse god Týr. Men neemt daarom aan dat de locatie van de steen een plaats van aanbidding was. Vanuit het zuidoosten gezien kan men, met een beetje verbeelding, een krachtig mannenhoofd met smalle ogen, een krachtige haakse neus, en een volle snor herkennen. Op de steen is een petroglief in de vorm van een vogel aangebracht.
Aan het eind van de 18de eeuw deed de lokale predikant een poging om de steen op te blazen, maar hij slaagde er slechts in om een klein stukje van de top te verwijderen.

## Locatie
De steen bevindt zich op een ontbost gedeelte van de Tirslund-plantage tussen de steden Brørup en Holsted Stationsby in de gemeente Vejen, in het zuidwesten van het Jutland. In dit gebied zouden normaal gesproken geen grillig gevormde zwerfstenen voor moeten komen. Volgens de legenden is de steen er neergelegd door toedoen van Harald Blauwtand. Deze wilde de steen als een gedenksteen op de grafheuvels van koning Gorm en koningin Tyra in Jelling laten plaatsen. Met hulp van ossen, soldaten en een grote ijzeren slee werd de steen verplaatst, maar tijdens deze onderneming zorgden de vijanden van Harald ervoor dat hij zijn onderneming moest staken. Harald, die faalde in de invoering van het christendom, werd door zijn zoon Sven Gaffelbaard, die de opstand leidde, uit Denemarken verdreven.